# Steinkiste von Langridge Wood

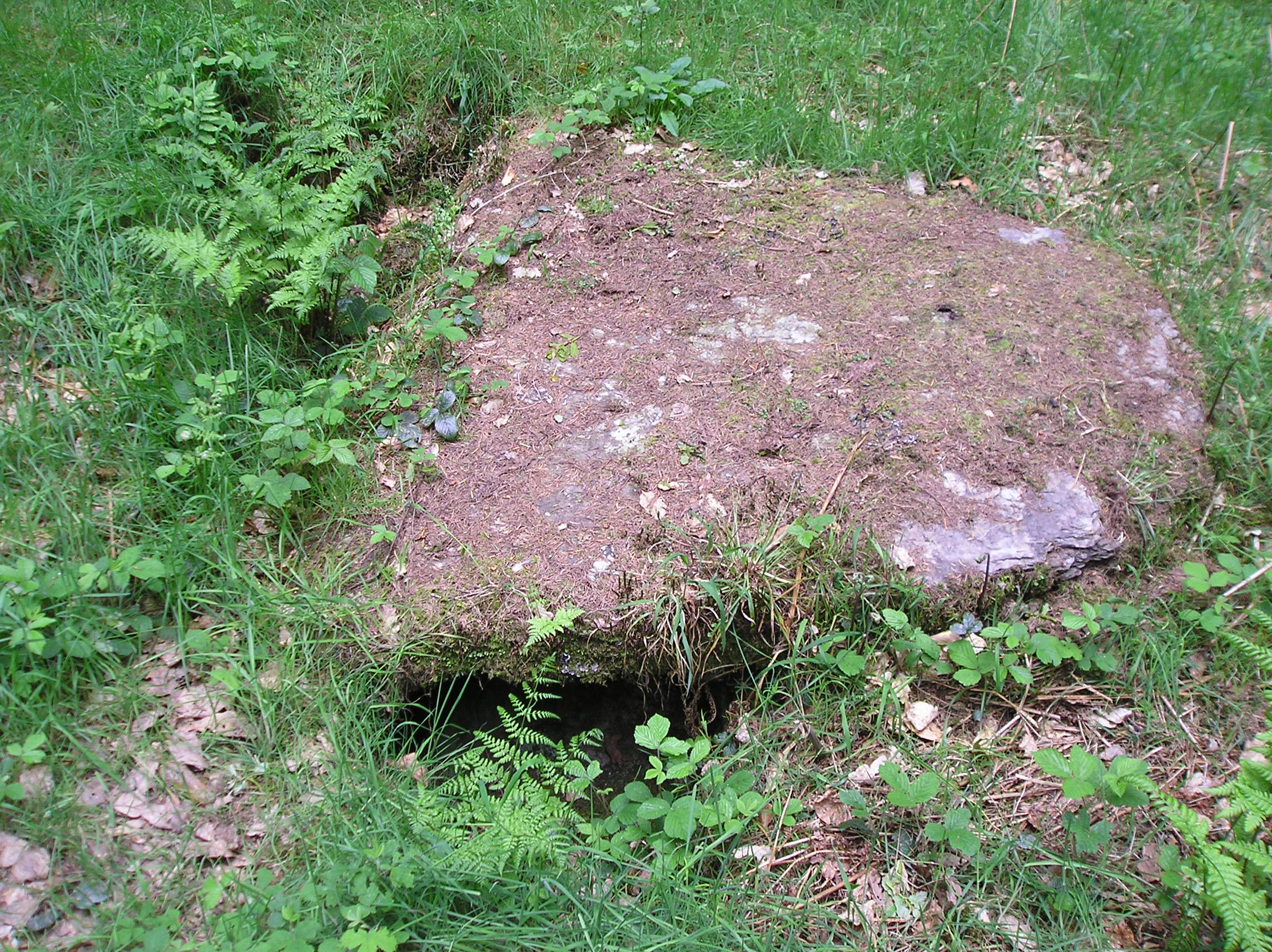
Steinkiste von Langridge Wood

Die bronzezeitliche Steinkiste von Langridge Wood liegt südlich des Coleridge Way, im namengebenden Wald, etwa 400 m nordwestlich von Treborough Lodge, südwestlich von Roadwater bei Withycombe im Exmoor National Park in Somerset in England. Die Steinkiste ist eine von sieben auf Exmoor dokumentierten, von denen zwei erhalten sind.
Die Kiste war von einem Cairn bedeckt. Sie wurde 1820 entdeckt, als Arbeiter die Steine aus dem Cairn entfernten, um sie für den Straßenbau zu verwenden. Das von Schieferplatten gebildete Grab enthielt ein Skelett, das auf dem Treborough churchyard beigesetzt wurde. Der quadratische Deckstein von etwa zwei Metern ist noch vorhanden. 